# 桑佩塞尔
桑佩塞尔（法語：Sempesserre，法語發音：[sɑ̃pesɛʁ]）是法国热尔省的一个市镇，位于该省北部偏东，属于孔东区，也是热尔洛马涅市镇公共社区的一部分。该市镇总面积20.99平方公里，2015年时的人口为304人。

## 交通
热尔省省道D248线和D284线在桑普塞尔境内十字交汇，法国国道N21线从境内东部过境。

## 人口
桑佩塞尔人口变化图示